# بارهنگ آبی فردار
بارهنگ آبی فردار (نام علمی: Potamogeton crispus) نام یک گونه از سرده گوشاب است.